# نظریه مدیریت وحشت
نظریه مدیریت وحشت (انگلیسی: Terror management theory یا به اختصار TMT) یک نظریه روان‌شناسی اجتماعی و هم روان‌شناسی فرگشتی است که در اصل توسط جف گرینبرگ، شلدون سولومون و تام پیشزینسکی ارائه شده است. و در کتاب خود کرم در هسته: در مورد نقش مرگ در زندگی (۲۰۱۵) تدوین شده است. نظریه مدیریت وحشت پیشنهاد می‌کند که یک تعارض روان‌شناختی اساسی ناشی از داشتن غریزه حفظ جان است، در حالی که انسان درک می‌کند که مرگ اجتناب‌ناپذیر و تا حدی غیرقابل پیش‌بینی است. این تضاد در انسان موجب پدید آمدن اضطراب می‌شود، که از طریق گریزگرایی و باورهای فرهنگی که با واقعیت بیولوژیکی مقابله می‌کنند با اشکال معنادار و ماندگارتر معنا و ارزش مدیریت می‌شود. اساساً در روش مقابله اهمیت دادن به شخص توسط فرهنگ نمادین، جایگزین بی‌اهمیتی شخص می‌شود با مرگ نمود پیدا می‌کند.
بارزترین نمونه‌های ارزش‌های فرهنگی که اضطراب مرگ را تسکین می‌دهند، مواردی هستند که به معنای واقعی کلمه جاودانگی را ارائه می‌کنند (مثلاً اعتقاد به زندگی پس از مرگ از طریق دین).
.
با این حال، نظریه مدیریت وحشت همچنین استدلال می‌کند که ارزش‌های فرهنگی دیگر - از جمله آن‌هایی که ظاهراً با مرگ ارتباطی ندارند - جاودانگی نمادین را ارائه می‌کنند. به عنوان مثال، ارزش‌های هویت ملی برجا گذاشتن نسلی از خود، فرزندان، دیدگاه‌های فرهنگی در مورد جنسیت، و برتری انسان نسبت به حیوانات به کاهش دادن اضطراب مرگ مرتبط است. در بسیاری از موارد تصور می‌شود که این ارزش‌ها جاودانگی نمادین را ارائه می‌دهند، الف) با ارائه این احساس که فرد بخشی از چیزی بزرگتر است که در نهایت از فرد بیشتر خواهد ماند (مانند کشور، دودمان، گونه)، یا ب) برتری دادن هویت نمادین خود بر طبیعت بیولوژیکی (یعنی شخص دارای یک شخصیتی است که انسان را بیش از یک کره سلولی می‌کند).>
از آنجا که ارزش‌های فرهنگی بر آنچه معنادار است تأثیر می‌گذارد، برای عزت نفس /حرمت نفس اساسی است. نظریه مدیریت وحشت عزت نفس را معیاری شخصی و ذهنی توصیف می‌کند که نشان می‌دهد یک فرد چقدر به ارزش‌های فرهنگی خود عمل می‌کند.
هر چند نظریه مدیریت وحشت توسط روانشناسان اجتماعی گرینبرگ، سولومون و پیشزینسکی ارائه شد. با این حال، ایده نظریه مدیریت وحشت از انسان‌شناسی ارنست بکر برنده؛ جایزه پولیتزر در سال ۱۹۷۳ نویسنده اثر غیرداستانی انکار مرگ نشات گرفته بود. بکر استدلال می‌کند که بیشتر اقدام‌های انسان برای نادیده گرفتن یا دوری کردن از اجتناب‌ناپذیر مرگ انجام می‌شود. وحشت نابودی مطلق چنان اضطرابی عمیق - البته ناخودآگاه - در انسان ایجاد می‌کند که زندگی خود را صرف تلاش برای معنا دادن به آن می‌کند. در مقیاس‌های بزرگ، جوامع نمادهایی را می‌سازند: قانون، خوشحالی، فرهنگ و نظام اعتقادی برای توضیح اهمیت زندگی و تعریف ویژگی‌ها، مهارت‌ها و استعدادهای خارق‌العاده، در این راستا به کسانی که به این ویژگی‌ها پایبند هستند پاداش داده می‌شود یا دیگرانی که به این نوع جهان‌بینی پایبند نیستند مجازات یا کشته می‌شوند. پایبندی به این «نمادهای ایجاد شده به تسکین فشارهای روانی مرتبط با واقعیت مرگ و میر کمک می‌کند.»

## پس زمینه
هیچ چیز دیگری انسان را به اندازه تصور مرگ، ترس از آن نمی‌دهد. ترس از مرگ سرچشمه اصلی فعالیت انسانی است که عمدتاً برای جلوگیری از مرگ طراحی شده است تا با انکار آنچه به نحوی سرنوشت نهایی انسان است، بر ترس از مرگ غلبه کند.

ارنست بکر، ۱۹۷۳
در قرن اول میلادی، استاتیوس در ثباید (شعر لاتین) پیشنهاد کرد که «ترس، ابتدا خدایان را در جهان ساخت».
انسان‌شناس فرهنگی ارنست بکر در سال ۱۹۷۳ خود در کتاب انکار مرگ اظهار داشت که انسان‌ها به‌عنوان حیوانات باهوش قادر به درک اجتناب‌ناپذیری مرگ هستند؛ بنابراین آنها زندگی خود را صرف ساختن و اعتقاد به عناصر فرهنگی می‌کنند که نشان می‌دهد چگونه خود را به عنوان یک فرد متمایز کنند و به زندگی خود اهمیت و معنا ببخشند. مرگ باعث ایجاد اضطراب در انسان می‌شود. در زمانی غیرمنتظره و تصادفی حادث می‌شود، و ماهیت آن اساساً ناشناخته است که باعث می‌شود مردم بیشتر وقت و انرژی خود را صرف توضیح، جلوگیری و اجتناب از آن کنند.
بکر نوشته‌های قبلی زیگموند فروید، سورن کی‌یرکگور، نورمن او. براون و اتو رانک را توضیح داد. به گفته روان‌پزشک بالینی مورتون لویت، بکر ترس از مرگ به عنوان انگیزه اولیه در رفتار انسان را جایگزین دل مشغولی فرویدی، میل جنسی در انسان می‌کند.
مردم تمایل دارند خود را موجوداتی ارزشمند با احساس ماندگاری بدانند، مفهومی که در روان‌شناسی به نام حرمت نفس شناخته می‌شود. این احساس با ناهماهنگی شناختی ایجاد شده توسط یک فرد که ممکن است مهم‌تر از هر موجود زنده دیگری نباشد مقابله می‌کند. بکر از عزت نفس بالا به عنوان «قهرمانی» یاد می‌کند.